# John Canfield Spencer
John Canfield Spencer, född 8 januari 1788 i Hudson, New York, USA, död 18 maj 1855 i Albany, New York, var en amerikansk politiker.
Han var son till Ambrose Spencer som var ledamot av USA:s representanthus. Han arbetade som guvernör Daniel D. Tompkins sekreterare. Han studerade juridik i Albany och gifte sig 1809 med Elizabeth Scott Smith. Han inledde sin karriär som advokat i Canandaigua. Han var ledamot av USA:s representanthus 1817-1819.
Spencer tjänstgjorde i president John Tylers kabinett som krigsminister 1841-1843 och som finansminister 1843-1844. Tyler nominerade sedan honom till USA:s högsta domstol men USA:s senat vägrade att godkänna utnämningen.